# Mehmet Sağlam
Mehmet Sağlam né le 15 mars 1938 à Kahramanmaraş, est un homme politique et universitaire turc.
Diplômé de la faculté de droit de l'Université d'Ankara. Il fait son master et son doctorat sur l'administration publique à l'Université de New York. Il est d'abord maître de conférences puis professeur à l'Université Hacettepe. Il est doyen de la faculté de formation professionnelle de l'Université Gazi, recteur de l'Université d'Ondokuz Mayıs (1985-1992), directeur général de l'établissement de crédit et de dortoir (KYK), secrétaire général de l'Union des Chambres et des Bourses de Marchandises de Turquie, président du Conseil de l'enseignement supérieur (1992-1995), président du conseil de déontologie des fonctionnaires (2004-2007), député de Kahramanmaraş (1996-2002 et 2007-2015), d'abord membre de DYP (1995-2007) plus tard membre d'AKP (depuis 2007). Ministre de l'éducation nationale (1996-1997), président de la commission de l'éducation nationale, de la culture, de la jeunesse et des sports de la Grande Assemblée nationale de Turquie (1996 et 2007-2011) et vice-président de la Grande Assemblée nationale de Turquie (2011-2013).